# Michelle Stephenson
Michelle Stephenson (Abingdon-on-Thames, 3 gennaio 1977) è una cantante, conduttrice televisiva e giornalista britannica.

## Biografia
All'età di 17 anni, nel 1994, rispose a un annuncio pubblicato sulla rivista The Stage, in cui vi era scritto che alcuni produttori erano intenzionati a creare una girlband musicale. Venne selezionata per far parte del gruppo musicale, inizialmente chiamato Touch ma che di lì a qualche anno avrebbe cambiato nome in Spice Girls, insieme a Geri Halliwell, Melanie C, Melanie B e Victoria Adams ma dopo qualche tempo fu allontanata per delle incomprensioni e rimpiazzata da Emma Bunton.
Successivamente iniziò la carriera di conduttrice televisiva presentando programmi su importanti canali inglesi come LWT, ITV e Sky, e in seguito instaurando un sodalizio professionale con Ben Hackett e Mike Edwards, sotto il nome SHEsong, con i quali iniziò la sua attività di autrice di testi musicali. Ha inoltre registrato alcuni di questi testi per mandarli alle etichette discografiche e ha partecipato a lavori di artisti come Ricky Martin e Julio Iglesias in qualità di corista. Attualmente, inoltre, dopo aver terminato gli studi universitari a Londra, lavora come  reporter per l'emittente Carlton TV.